# Freccia Vallone 1997
La Freccia Vallone 1997, sessantunesima edizione della corsa, si svolse il 16 aprile 1997 per un percorso di 200,5 km da Spa al muro di Huy. Fu vinta dal francese Laurent Jalabert, al traguardo in 5h07'00" alla media di 39,186 km/h.
Dei 193 ciclisti alla partenza da Spa furono in 106 a portare a termine il percorso.

## Ordine d'arrivo (Top 10)
| Pos. | Corridore        | Squadra       | Tempo    |
| ---- | ---------------- | ------------- | -------- |
| 1    | Laurent Jalabert | ONCE          | 5h07'00" |
| 2    | Luc Leblanc      | Polti         | a 19"    |
| 3    | Alex Zülle       | ONCE          | a 50"    |
| 4    | Michele Bartoli  | MG Maglificio | s.t.     |
| 5    | Marco Pantani    | Mercatone Uno | s.t.     |
| 6    | Pascal Lino      | BigMat        | s.t.     |
| 7    | Andrea Noè       | Asics-C.G.A.  | s.t.     |
| 8    | Beat Zberg       | Mercatone Uno | s.t.     |
| 9    | Benoît Salmon    | Lotto         | s.t.     |
| 10   | Richard Virenque | Festina-Lotus | s.t.     |